# Federación Santafesina de Football 1931
El torneo disputado en 1931 bajo el patrocinio de la Federación Santafesina de Football, el torneo fue cancelado ya que en Argentina se estaba imprementando el profesionalismo, y equipos de la ciudad de Santa Fe y alrededores querían también imprementarlo, se jugó hasta la fecha 7 donde Unión iba puntero con 12 puntos sacándole 3 de diferencia al segundo (Gimnasia y Esgrima de Ciudadela) que tenía 2 partidos menos.

## Tabla de posiciones
| Pos. | Equipo        | Pts. | PJ | PG | PE | PP | GF | GC | Dif. |
| ---- | ------------- | ---- | -- | -- | -- | -- | -- | -- | ---- |
| 1.º  | Unión         | 12   | 7  | 6  | 0  | 1  | 28 | 4  | 24   |
| 2.º  | Gimnasia      | 9    | 5  | 4  | 1  | 0  | 19 | 6  | 13   |
| 3.º  | Colón         | 9    | 7  | 4  | 1  | 2  | 16 | 12 | 4    |
| 4.º  | Tiro Federal  | 7    | 7  | 3  | 1  | 3  | 15 | 13 | 2    |
| 5.º  | F. C. S. F    | 7    | 7  | 2  | 3  | 2  | 11 | 13 | −2   |
| 6.º  | Nacional      | 6    | 7  | 2  | 2  | 3  | 16 | 23 | −7   |
| 7.º  | Brown         | 5    | 7  | 1  | 3  | 3  | 10 | 11 | −1   |
| 8.º  | Correos       | 4    | 4  | 1  | 2  | 1  | 7  | 9  | −2   |
| 9.º  | Sp. Santa Fe  | 2    | 5  | 1  | 0  | 4  | 7  | 16 | −9   |
| 10.º | Independiente | 1    | 5  | 0  | 1  | 4  | 2  | 14 | −12  |

## Resultados
| Fecha 1            | Fecha 1    | Fecha 1       | Fecha 1           | Fecha 1   | Fecha 1       | Fecha 1     | Fecha 1 |
| Local              | Resultado  | Visitante     | Estadio           | Gol Local | Gol Visitante | Fecha       | Hora    |
| ------------------ | ---------- | ------------- | ----------------- | --------- | ------------- | ----------- | ------- |
| F. C. S. F         | 1 - 5      | Unión         | Ferrocarril Oeste |           |               | 26 de abril | 14:05   |
| Tiro Fedeal        | 4 - 0      | Independiente | Colón             | Quinteros |               | 26 de abril | 12:05   |
| Correos y Telegram | Suspendido | Gimnasia      | Correos           |           |               | 26 de abril | 16:05   |
| Colón              | 4 - 1      | Nacional      | Colón             |           |               | 26 de abril | 16:05   |
| Sp. Santa Fe       | 0 - 2      | Brown         | Sportivo          |           |               | 26 de abril | 16:05   |

| Fecha 2       | Fecha 2    | Fecha 2            | Fecha 2    | Fecha 2        | Fecha 2       | Fecha 2   | Fecha 2 |
| Local         | Resultado  | Visitante          | Estadio    | Gol Local      | Gol Visitante | Fecha     | Hora    |
| ------------- | ---------- | ------------------ | ---------- | -------------- | ------------- | --------- | ------- |
| Tiro Fedeal   | 2 - 1      | Correos y Telegram | Unión      | Paillet, Ayala | Romano        | 3 de mayo | 13:15   |
| Unión         | 2 - 0      | Colón              | Unión      | Giménez, Wilde |               | 3 de mayo | 15:15   |
| Nacional      | 6 - 1      | Sp. Santa Fe       | Colón      |                |               | 3 de mayo | 15:15   |
| Independiente | Suspendido | Gimnasia           |            |                |               | 3 de mayo | 15:15   |
| Brown         | 0 - 1      | F. C. S. F         | F. C. S. F |                | Ibañez        | 3 de mayo | 15:15   |

| Fecha 3      | Fecha 3   | Fecha 3            | Fecha 3 | Fecha 3           | Fecha 3                       | Fecha 3    | Fecha 3 |
| Local        | Resultado | Visitante          | Estadio | Gol Local         | Gol Visitante                 | Fecha      | Hora    |
| ------------ | --------- | ------------------ | ------- | ----------------- | ----------------------------- | ---------- | ------- |
| Colón        | 2 - 4     | Gimnasia           | Colón   | Galateo, Martínez | Loyarte (x2), García, Canteli | 10 de mayo | 13:15   |
| Brown        | 1 - 2     | Unión              |         |                   |                               | 10 de mayo | 15:15   |
| Tiro Federal | 4 - 5     | Sp. Santa Fe       |         |                   |                               | 10 de mayo | 15:15   |
| Nacional     | 1 - 1     | Correos y Telegram |         |                   |                               | 10 de mayo | 15:15   |
| F. C. S. F   | 2 - 2     | Independiente      |         |                   |                               | 10 de mayo | 15:15   |

| Fecha 4      | Fecha 4   | Fecha 4            | Fecha 4    | Fecha 4                                         | Fecha 4                        | Fecha 4    | Fecha 4 |
| Local        | Resultado | Visitante          | Estadio    | Gol Local                                       | Gol Visitante                  | Fecha      | Hora    |
| ------------ | --------- | ------------------ | ---------- | ----------------------------------------------- | ------------------------------ | ---------- | ------- |
| Gimnasia     | 7 - 2     | Nacional           | Gimnasia   | García, Quinteros (x2), Canteli (x3), Pessarini | Gervasoni, Leguizamón          | 17 de mayo | 13:15   |
| Unión        | 6 - 0     | Independiente      |            |                                                 |                                | 17 de mayo |         |
| F. C. S. F   | 1 - 4     | Colón              | F. C. S. F | Ibañez                                          | M. Sanchez (x2), Darquier (x2) | 17 de mayo | 15:15   |
| Brown        | 1 - 2     | Tiro Federal       |            |                                                 |                                | 17 de mayo | 15:15   |
| Sp. Santa Fe |           | Correos y Telegram | Gimnasia   |                                                 |                                | 4 de junio | 15:15   |

| Fecha 5            | Fecha 5   | Fecha 5       | Fecha 5     | Fecha 5                                                  | Fecha 5           | Fecha 5    | Fecha 5 |
| Local              | Resultado | Visitante     | Estadio     | Gol Local                                                | Gol Visitante     | Fecha      | Hora    |
| ------------------ | --------- | ------------- | ----------- | -------------------------------------------------------- | ----------------- | ---------- | ------- |
| Gimnasia           | 6 - 1     | Sp. Santa Fe  | Gimnasia    |                                                          |                   | 31 de mayo | 13:15   |
| Correos y Telegram | 2 - 2     | Brown         | Unión       | Gagliardi                                                | Courault, Giménez | 31 de mayo | 13:15   |
| Unión              | 7 - 1     | Nacional      | Unión       | Giménez (x3), Cattaneo, Chividini, Caffaratti, Simonsini | Gatti             | 31 de mayo | 15:30   |
| F. C. S. F.        | 1 - 1     | Tiro Federal  | F. C. S. F. |                                                          |                   | 31 de mayo | 15:15   |
| Colón              | 2 - 1     | Independiente | Colón       |                                                          |                   | 31 de mayo | 15:15   |

| Fecha 6      | Fecha 6   | Fecha 6            | Fecha 6     | Fecha 6                                 | Fecha 6       | Fecha 6    | Fecha 6 |
| Local        | Resultado | Visitante          | Estadio     | Gol Local                               | Gol Visitante | Fecha      | Hora    |
| ------------ | --------- | ------------------ | ----------- | --------------------------------------- | ------------- | ---------- | ------- |
| Brown        | 2 - 2     | Nacional           | Colón       |                                         |               | 7 de junio | 13:15   |
| Colón        | 2 - 1     | Tiro Federal       | Colón       | Sanchez                                 | Ayala         | 7 de junio | 15:15   |
| Unión        | 0 - 1     | Gimnasia           | Unión       |                                         | Canteli       | 7 de junio | 15:15   |
| F. C. S. F.  | 4 - 0     | Correos y Telegram | F. C. S. F. | Villalba, Ibañez, Beltramini, Del Valle |               | 7 de junio | 15:15   |
| Sp. Santa Fe |           | Independiente      | Gimnasia    |                                         |               | 7 de junio | 15:15   |

| Fecha 7            | Fecha 7   | Fecha 7       | Fecha 7     | Fecha 7                                        | Fecha 7       | Fecha 7     | Fecha 7 |
| Local              | Resultado | Visitante     | Estadio     | Gol Local                                      | Gol Visitante | Fecha       | Hora    |
| ------------------ | --------- | ------------- | ----------- | ---------------------------------------------- | ------------- | ----------- | ------- |
| Gimnasia           | 1 - 1     | F. C. S. F.   | Gimnasia    | Quinteros                                      | Forti         | 14 de junio | 13:15   |
| Unión              | 6 - 0     | Sp. Santa Fe  | Unión       | Rojas, Noé, Caffarati, Monzón, Wilde, Cattáneo |               | 14 de junio | 15:15   |
| Nacional           | 3 - 1     | Tiro Federal  | Unión       | Salas, Leguizamón, Gatti                       | Paillet       | 14 de junio | 13:15   |
| Correos y Telegram | 4 - 0     | Independiente | F. C. S. F. |                                                |               | 14 de junio | 15:15   |
| Colón              | 2 - 2     | Brown         | Colón       | M. Sánchez, Galateo                            | González (x2) | 14 de junio | 15:15   |